# 巴尼亚斯科
巴尼亚斯科（義大利語：Bagnasco），是意大利库内奥省的一个市镇。总面积31平方公里，人口1042人，人口密度33.6人/平方公里（2009年）。ISTAT代码为004008。